# Наплічні щитки

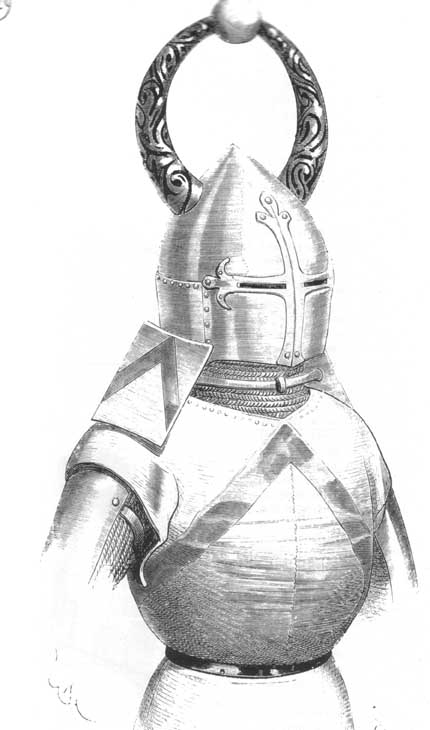
Гербові наплічники-погони ailettes, що носилися лицарями до появи справжніх металевих наплічників, в зв'язку з тим що вони, як і тодішні щити, були зроблені з дерева і шкіри, носилися в основному на турнірах і парадах, на відміну від справжніх погонів вони слугували лише для носіння гербів

Наплічні щитки (фр. Ailette) — прямокутні щитки, схожі на погони, покриті геральдикою і виготовлені по тій самій технології, що і справжні дерев'яні щити. Використовувалися в Західній і Центральній Європі в XIII столітті і на початку XIV століття як наплічники і геральдичні прикраси.